# جسی هیوز (موسیقی‌دان)
جسی هیوز (انگلیسی: Jesse Hughes؛ زادهٔ ۲۴ سپتامبر ۱۹۷۲) ترانه‌سرا، خواننده و نوازنده گیتار اهل ایالات متحده آمریکا است. او بیشتر به عنوان خواننده و رهبر گروه موسیقی ایگلز آو دث متال شناخته شده‌است.